# Manuel Marín Triana
El padre Manuel Marín Triana es el fundador de la Institución Javeriana. Nació en Bilbao en 1899 y murió en Valladolid en 1981.
Ingresó en la Compañía de Jesús en 1922, después de cursar en la Universidad de Madrid las carreras de Derecho y Ciencias Sociales. En Bélgica terminó sus estudios teológicos e hizo su Tercera probación. La estancia en aquel país, donde los estudios sociales estaban muy avanzados, afianzó en el P. Marín su inquietud y su preocupación por los problemas sociales y por el mundo obrero.
Dirigió en Madrid la Obra de Ejercicios Espirituales de Obrero, fue profesor de Sociología del Seminario Conciliar, organizó la Mutualidad Obrera, fundó la Institución Javeriana, fue consiliario de la Unión de Cooperativas del Campo, inició las Hermandades del Trabajo, así como tandas de Ejercicios Espirituales, charlas... Por último se hace cargo, en Valladolid, del Círculo Católico de Obrero y Caja de Ahorros Popular, donde pondrá en marcha una serie de obras destinadas a familias necesitadas.
- Datos: Q5807109